# واکنشگاه آب جوشان
واکنشگاه آب جوشان یا راکتور آب جوشان(BWR) (به انگلیسی: Boiling-Water Reactor) معروف به واکنشگاه‌های BWR، یکی از انواع واکنشگاه هسته‌ای صنعتی در نیروگاه‌های هسته‌ای در جهان است که از انرژی هسته‌ای استفاده می‌کند.
این واکنشگاه‌ها معمولاً در فشارهای آبی بالا (مثل ۷ مگاپاسکال یا ۹۰۰ پی اس آی) کار می‌کنند. و از آنجایی که آب درون این سیستم‌ها به صورت بخار است، واکنشگاه احتیاج به مبادله گرهای گرمایی (heat exchanger) جهت تولید انرژی (همانند واکنشگاه‌های آب فشرده) ندارد و بخار آب مستقیماً به توربینها هدایت می‌شوند. به همین خاطر، این نوع واکنشگاه‌ها با سیکل مستقیم کار می‌کنند.
لذا بازده کل این نوع واکنشگاه بین ۳۳٪ تا ۳۴٪ تخمین زده می‌شود.
این واکنشگاه یکی از دو نوع واکنشگاه‌های LWR است، و همانند واکنشگاه‌های آبی فشرده، از ساچمه‌های UO2 به عنوان سوخت استفاده می‌کند.

## انواع دیگر بی‌دابلیوآرها

### اِی‌بی‌دابلیوآر

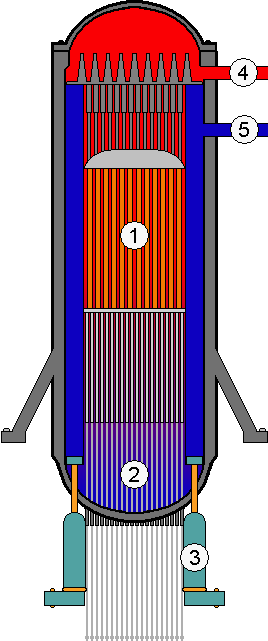
اِی‌بی‌دابلیوآر

شرکت جنرال الکتریک با ارائه طرحی نوین مبادرت به ساخت نوعی ویژه از واکنشگاه‌های بی‌دابلیوآر نموده که به اِی‌بی‌دابلیوآر معروف گشته‌است. اِی‌بی‌دابلیوآر مخفف (به انگلیسی: Advanced Boiling Water Reactor) بوده و به‌معنای واکنشگاه آبی جوشان پیشرفته است. در این طرح، پمپ‌های بازچرخشی (به انگلیسی: recirculation pumps) دیگر دیده نمی‌شوند.
نیروگاه هسته‌ای کاشیوازاکی کاریوا، دارای ۲ واکنشگاه از این نمونه است.

### اس‌بی‌دابلیوآر
اس‌بی‌دابلیوآر مخفف Simplified Boiling Water Reactor است، و به‌جای نیروی رانشی مصنوعی، از قوه جاذبه در سیستم چرخش سیالات خود بهره می‌برد. این واکنشگاه ساخت شرکت ژنرال الکتریک است.

### آربی‌ام‌کِی
آربی‌ام‌کِی‌ها ساخت فناوری کشورهای سابق بلوک شرق هستند. ویژگی مهم این واکنشگاه‌ها، قابلیت سوختگیری آن‌ها بر روی خط (online refueling) است. از آن‌ها برای تولید پلوتونیوم نیز می‌توان استفاده کرد. واکنشگاه حادثهٔ چرنوبیل از این نوع است.
در سال ۲۰۰۴، از ۱۶ واکنشگاه این نوع، ۲ تا در اوکراین، و باقی در روسیه قرار داشتند.

## جستارهای مربوطه
- واکنشگاه آب فشرده